# Valada
Valada é uma povoação portuguesa sede da Freguesia de Valada do Município do Cartaxo, freguesia com 42,17 km² de área e 683 habitantes (censo de 2021), tendo, assim, uma densidade populacional de 16,2 hab./km².

## Caracterização
Valada é uma das oito freguesias do Município do Cartaxo, sendo também uma das mais antigas. Segundo os historiadores foram os Romanos os primeiros agricultores do campo de Valada, no entanto é durante o domínio árabe que aparecem os primeiros documentos fazendo referência aos seus terrenos úberos e ricos.
É composta pelas povoações de Porto de Muge, Reguengo e Palhota, para além da sede de freguesia que é Valada. Os limites da freguesia são:
- A norte - Freguesia de Vila Chã de Ourique
- A sul - Município de Azambuja
- A nascente - Municípios de Salvaterra de Magos e Almeirim
- A poente - Freguesia de Vale da Pedra

Valada tem como principal riqueza a agricultura, pois nos seus campos cultivam-se tomate, girassol, milho, trigo, melão e vinha. Desde tempos remotos até há poucos anos, também a pesca de sável teve um peso importante na economia dos habitantes desta freguesia.
O ex-líbris da freguesia é o Rio Tejo, com o seu espaço envolvente de grande beleza, a sua praia fluvial parque de merendas e parque de campismo. Lugar de encontro, por excelência, dos forasteiros que visitam a freguesia.
Como património, Valada orgulha-se da sua igreja datada do ano de 1211, no reinado de Dom Afonso II. Perdendo parte da sua beleza, após a restauração de 1962, tem como padroeira Nossa Senhora da Espectação do Ó.
Em Porto de Muge existe a Ponte Rainha Dona Amélia, notável obra de engenharia, inaugurada a 14 de Janeiro de 1904 pelo Rei D. Carlos I. Esta ponte construída para o movimento ferroviário, foi desactivada e, presentemente, está adaptada para o tráfego rodoviário.
A Palhota é uma aldeia típica de pescadores, construída com casas de madeira, tipo palafitas, cuja origem se perde nos tempos. Nesta aldeia chegou a viver Alves Redol, escritor português que escreveu acerca do Tejo e das suas gentes.
No capítulo das artes e desporto destaca-se o ciclista Alfredo Trindade, natural desta localidade, vencedor da Volta a Portugal em Bicicleta em 1932 e 1933, além dos cavaleiros tauromáquicos Dr. Fernando Salgueiro, e agora o seu neto João Salgueiro. Também no Hipismo, um dos maiores cavaleiros atualidade, Duarte Seabra, irmão dos também cavaleiros Francisco e Bernardo Seabra, que do seu palmarés se destacam os títulos do Campeonato Portugal Cavaleiro Sénior na modalidade Obstáculos em 2019 e 2021, e Concurso Completo em 2008. 
De destacar o campo de futebol relvado, pertença do Ribatejano Futebol Clube Valadense, com equipa a militar nos campeonatos do Inatel.
Provas de motonáutica, hoovercraft e canoagem são alguns dos desportos náuticos praticados no Rio Tejo.
Através dos tempos mantêm-se inalteráveis as romarias a Valada, dos populares circunvizinhos, na tradicional Quinta-Feira da Ascensão.
Na gastronomia destacam-se como pratos regionais o ensopado de enguias e o torricado.
Para alojamento encontra-se o turismo rural.

## Demografia
A população registada nos censos foi:
| Distribuição da População por Grupos Etários | Distribuição da População por Grupos Etários | Distribuição da População por Grupos Etários | Distribuição da População por Grupos Etários | Distribuição da População por Grupos Etários |
| -------------------------------------------- | -------------------------------------------- | -------------------------------------------- | -------------------------------------------- | -------------------------------------------- |
| Ano                                          | 0-14 Anos                                    | 15-24 Anos                                   | 25-64 Anos                                   | > 65 Anos                                    |
| 2001                                         | 105                                          | 103                                          | 455                                          | 240                                          |
| 2011                                         | 92                                           | 70                                           | 422                                          | 237                                          |
| 2021                                         | 57                                           | 64                                           | 319                                          | 243                                          |

## Património
- Aldeia da Palhota[5]
- Parque de Merendas e Praia Fluvial de Valada[6]
- Igreja Matriz de Valada[7]
- Ponte D. Amélia[8]

## Pessoas ilustres de Valada
- Justino Pinheiro Machado, presidente da Federação Portuguesa de Futebol (1967-1969)